# Bentley EXP 9 F
Le Bentley EXP 9 F est un concept-car de SUV visant à concurrencer le Porsche Cayenne. Il sera équipé d'un moteur W12 48 soupapes de 600ch.